# Hóquei sobre a grama nos Jogos da Commonwealth de 2014
O hóquei sobre a grama nos Jogos da Commonwealth de 2014 foi realizado em Glasgow, na Escócia, entre 24 de julho e 3 de agosto. Os torneios masculino e feminino de 10 equipes cada foram disputados no novo Glasgow National Hockey Centre, localizado no interior do Glasgow Green.

## Medalhistas
| Evento    | Ouro | Prata | Bronze |
| Masculino | Simon Orchard Chris Ciriello Mark Knowles Eddie Ockenden Jacob Whetton Matthew Gohdes Aran Zalewski Tristan White Matthew Swann Daniel Beale Trent Mitton Kieran Govers Kiel Brown Andrew Philpott Andrew Charter Fergus Kavanagh AUS Austrália | Rupinder Singh Kothajit Khadangbam Manpreet Singh Sardar Singh Dharamvir Singh Vokkaliga Raghunath Gurbaj Singh Sreejesh Parattu Raveendran Danish Mujtaba Gurwinder Chandi Sunil Sowmarpet Vitalacharya Birendra Lakra Akashdeep Singh Chinglensana Kangujam Ramandeep Singh Chandanda Nikkin Thimmaiah IND Índia | George Pinner Iain Lewers Dan Fox Barry Middleton Henry Weir Ashley Jackson Simon Mantell Harry Martin Nick Catlin Alastair Brogdon Michael Hoare David Condon Mark Gleghorne Phil Roper Adam Dixon Ollie Willars ENG Inglaterra                          |
| Feminino  | Georgia Nanscawen Brooke Peris Casey Eastham Jodie Kenny Ashleigh Nelson Anna Flanagan Karri McMahon Madonna Blyth Edwina Bone Kellie White Jane Claxton Georgina Parker Jayde Taylor Kate Jenner Emily Smith Rachael Lynch AUS Austrália       | Maddie Hinch Giselle Ansley Sophie Bray Laura Unsworth Lily Owsley Zoe Shipperley Georgie Twigg Ellie Watton Susannah Townsend Susie Gilbert Kate Richardson-Walsh Hollie Webb Sam Quek Nicola White Alex Danson Lucy Wood ENG Inglaterra                                                                          | Kayla Whitelock Emily Naylor Krystal Forgesson Olivia Merry Katie Glynn Petrea Webster Sally Rutherford Samantha Charlton Liz Thompson Sophie Cocks Rhiannon Dennison Gemma Flynn Rose Keddell Jordan Grant Stacey Michelsen Anita Punt NZL Nova Zelândia |

## Torneio masculino

### Primeira fase
|  | Equipes classificadas às semifinais           |
|  | Equipes classificadas aos jogos de consolação |

| Equipe        | Pts | J | V | E | D | GP | GC |
| ------------- | --- | - | - | - | - | -- | -- |
| Austrália     | 12  | 4 | 4 | 0 | 0 | 22 | 3  |
| Índia         | 9   | 4 | 3 | 0 | 1 | 16 | 9  |
| África do Sul | 6   | 4 | 2 | 0 | 2 | 9  | 12 |
| Escócia       | 3   | 4 | 1 | 0 | 3 | 6  | 16 |
| País de Gales | 0   | 4 | 0 | 0 | 4 | 6  | 19 |

| Horário     | Jogo          | Jogo | Jogo          |
| ----------- | ------------- | ---- | ------------- |
| 25 de julho |               |      |               |
| 9:00        | Índia         | 3–1  | País de Gales |
| 11:00       | África do Sul | 2–0  | Escócia       |
| 26 de julho |               |      |               |
| 14:00       | Austrália     | 7–1  | País de Gales |
| 16:00       | Índia         | 6–2  | Escócia       |
| 28 de julho |               |      |               |
| 9:00        | África do Sul | 0–6  | Austrália     |
| 11:00       | Escócia       | 4–3  | País de Gales |
| 29 de julho |               |      |               |
| 14:00       | Índia         | 2–4  | Austrália     |
| 16:00       | País de Gales | 1–5  | África do Sul |
| 31 de julho |               |      |               |
| 14:00       | Austrália     | 5–0  | Escócia       |
| 16:00       | África do Sul | 2–5  | Índia         |

| Equipe            | Pts | J | V | E | D | GP | GC |
| ----------------- | --- | - | - | - | - | -- | -- |
| Nova Zelândia     | 12  | 4 | 4 | 0 | 0 | 19 | 3  |
| Inglaterra        | 9   | 4 | 3 | 0 | 1 | 18 | 5  |
| Canadá            | 3   | 4 | 1 | 0 | 3 | 5  | 9  |
| Malásia           | 3   | 4 | 1 | 0 | 3 | 6  | 18 |
| Trinidad e Tobago | 3   | 4 | 1 | 0 | 3 | 6  | 19 |

| Horário     | Jogo          | Jogo | Jogo          |
| ----------- | ------------- | ---- | ------------- |
| 24 de julho |               |      |               |
| 19:00       | Inglaterra    | 6–1  | T. e Tobago   |
| 21:00       | Nova Zelândia | 3–1  | Canadá        |
| 26 de julho |               |      |               |
| 9:00        | Nova Zelândia | 8–0  | T. e Tobago   |
| 11:00       | Malásia       | 2–0  | Canadá        |
| 27 de julho |               |      |               |
| 19:00       | Canadá        | 3–1  | T. e Tobago   |
| 21:00       | Malásia       | 1–8  | Inglaterra    |
| 29 de julho |               |      |               |
| 9:00        | Nova Zelândia | 2–1  | Inglaterra    |
| 11:00       | T. e Tobago   | 4–2  | Malásia       |
| 31 de julho |               |      |               |
| 9:00        | Inglaterra    | 3–1  | Canadá        |
| 11:00       | Malásia       | 1–6  | Nova Zelândia |

### Fase final
| Horário                             | Jogo          | Jogo | Jogo        |
| ----------------------------------- | ------------- | ---- | ----------- |
| Disputa pelo 9º lugar – 1 de agosto |               |      |             |
| 18:00                               | País de Gales | 2–0  | T. e Tobago |
| Disputa pelo 7º lugar – 1 de agosto |               |      |             |
| 20:15                               | Escócia       | 1–2  | Malásia     |
| Disputa pelo 5º lugar – 2 de agosto |               |      |             |
| 14:30                               | África do Sul | 7–3  | Canadá      |

| Horário                           | Jogo          | Jogo          | Jogo       |
| --------------------------------- | ------------- | ------------- | ---------- |
| Semifinais – 2 de agosto          |               |               |            |
| 10:00                             | Austrália     | 4–1           | Inglaterra |
| 12:15                             | Nova Zelândia | 2–3           | Índia      |
| Disputa pelo bronze – 3 de agosto |               |               |            |
| 10:00                             | Nova Zelândia | 3–3 (2–4 pen) | Inglaterra |
| Final – 3 de agosto               |               |               |            |
| 12:15                             | Índia         | 0–4           | Austrália  |

### Classificação final
| Pos. | Equipe                |
| ---- | --------------------- |
|      | AUS Austrália         |
|      | IND Índia             |
|      | ENG Inglaterra        |
| 4    | NZL Nova Zelândia     |
| 5    | RSA África do Sul     |
| 6    | CAN Canadá            |
| 7    | MAS Malásia           |
| 8    | SCO Escócia           |
| 9    | WAL País de Gales     |
| 10   | TTO Trinidad e Tobago |

## Torneio feminino

### Primeira fase
|  | Equipes classificadas às semifinais           |
|  | Equipes classificadas aos jogos de consolação |

| Equipe            | Pts | J | V | E | D | GP | GC |
| ----------------- | --- | - | - | - | - | -- | -- |
| Nova Zelândia     | 12  | 4 | 4 | 0 | 0 | 25 | 1  |
| África do Sul     | 9   | 4 | 3 | 0 | 1 | 22 | 4  |
| Índia             | 6   | 4 | 2 | 0 | 2 | 20 | 8  |
| Canadá            | 3   | 4 | 1 | 0 | 3 | 6  | 13 |
| Trinidad e Tobago | 0   | 4 | 0 | 0 | 4 | 1  | 48 |

| Horário     | Jogo          | Jogo | Jogo          |
| ----------- | ------------- | ---- | ------------- |
| 24 de julho |               |      |               |
| 14:00       | África do Sul | 16–0 | T. e Tobago   |
| 16:00       | Índia         | 4–2  | Canadá        |
| 25 de julho |               |      |               |
| 19:00       | Nova Zelândia | 14–0 | T. e Tobago   |
| 21:00       | África do Sul | 2–0  | Canadá        |
| 27 de julho |               |      |               |
| 14:00       | Canadá        | 4–1  | T. e Tobago   |
| 16:00       | Índia         | 0–3  | Nova Zelândia |
| 28 de julho |               |      |               |
| 19:00       | T. e Tobago   | 0–14 | Índia         |
| 21:00       | África do Sul | 1–2  | Nova Zelândia |
| 30 de julho |               |      |               |
| 14:00       | Nova Zelândia | 6–0  | Canadá        |
| 16:00       | Índia         | 2–3  | África do Sul |

| Equipe        | Pts | J | V | E | D | GP | GC |
| ------------- | --- | - | - | - | - | -- | -- |
| Austrália     | 12  | 4 | 4 | 0 | 0 | 25 | 0  |
| Inglaterra    | 9   | 4 | 3 | 0 | 1 | 9  | 4  |
| Escócia       | 6   | 4 | 2 | 0 | 2 | 5  | 11 |
| Malásia       | 1   | 4 | 0 | 1 | 3 | 0  | 11 |
| País de Gales | 1   | 4 | 0 | 1 | 3 | 0  | 13 |

| Horário     | Jogo          | Jogo | Jogo          |
| ----------- | ------------- | ---- | ------------- |
| 24 de julho |               |      |               |
| 9:00        | Austrália     | 4–0  | Malásia       |
| 11:00       | Inglaterra    | 2–0  | País de Gales |
| 25 de julho |               |      |               |
| 14:00       | Austrália     | 9–0  | País de Gales |
| 16:00       | Escócia       | 2–0  | Malásia       |
| 27 de julho |               |      |               |
| 9:00        | Escócia       | 0–9  | Austrália     |
| 11:00       | Inglaterra    | 5–0  | Malásia       |
| 28 de julho |               |      |               |
| 14:00       | Austrália     | 3–0  | Inglaterra    |
| 16:00       | País de Gales | 0–2  | Escócia       |
| 30 de julho |               |      |               |
| 9:00        | Escócia       | 1–2  | Inglaterra    |
| 11:00       | Malásia       | 0–0  | País de Gales |

### Fase final
| Horário                             | Jogo        | Jogo          | Jogo          |
| ----------------------------------- | ----------- | ------------- | ------------- |
| Disputa pelo 9º lugar – 31 de julho |             |               |               |
| 19:00                               | T. e Tobago | 0–4           | País de Gales |
| Disputa pelo 7º lugar – 31 de julho |             |               |               |
| 21:15                               | Canadá      | 2–2 (0–3 pen) | Malásia       |
| Disputa pelo 5º lugar – 1 de agosto |             |               |               |
| 10:00                               | Índia       | 2–1           | Escócia       |

| Horário                           | Jogo          | Jogo          | Jogo          |
| --------------------------------- | ------------- | ------------- | ------------- |
| Semifinais – 1 de agosto          |               |               |               |
| 12:15                             | África do Sul | 1–7           | Austrália     |
| 14:30                             | Nova Zelândia | 1–1 (1–3 pen) | Inglaterra    |
| Disputa pelo bronze – 2 de agosto |               |               |               |
| 18:00                             | África do Sul | 2–5           | Nova Zelândia |
| Final – 2 de agosto               |               |               |               |
| 20:15                             | Austrália     | 1–1 (3–1 pen) | Inglaterra    |

### Classificação final
| Pos. | Equipe                |
| ---- | --------------------- |
|      | AUS Austrália         |
|      | ENG Inglaterra        |
|      | NZL Nova Zelândia     |
| 4    | RSA África do Sul     |
| 5    | IND Índia             |
| 6    | SCO Escócia           |
| 7    | MAS Malásia           |
| 8    | CAN Canadá            |
| 9    | WAL País de Gales     |
| 10   | TTO Trinidad e Tobago |

## Quadro de medalhas
| Ordem | País          | Medalha de ouro | Medalha de prata | Medalha de bronze | Total |
| ----- | ------------- | --------------- | ---------------- | ----------------- | ----- |
| 1     | Austrália     | 2               |                  |                   | 2     |
| 2     | Inglaterra    |                 | 1                | 1                 | 2     |
| 3     | Índia         |                 | 1                |                   | 1     |
| 4     | Nova Zelândia |                 |                  | 1                 | 1     |
| TOTAL | TOTAL         | 2               | 2                | 2                 | 6     |